# Walenty Dymek
Walenty Dymek (ur. 31 grudnia 1888 w Połajewie, zm. 22 października 1956 w Poznaniu) – polski duchowny rzymskokatolicki, biskup pomocniczy poznański w latach 1929–1946, arcybiskup metropolita poznański w latach 1946–1956.

## Życiorys
Jego rodzicami byli rolnik Jan Dymek oraz Michalina z Mielcarków. W okresie nauki w gimnazjum należał do takich organizacji jak Towarzystwo Tomasza Zana czy Związek Młodzieży Polskiej „Zet”. Po ukończeniu gimnazjum w Rogoźnie rozpoczął studia filozoficzno-teologiczne w Poznaniu i Gnieźnie. Był członkiem Ligi Narodowej. W 1912 otrzymał święcenia kapłańskie, po których został skierowany jako wikariusz do Ostrzeszowa. W 1916 przeniesiono go do Poznania na stanowisko sekretarza generalnego Związku Katolickich Robotników Polskich i jednocześnie redaktora czasopisma tegoż związku „Robotnik”. W tym okresie brał też aktywny udział w działalności Związku Spółek Zarobkowych.
Podczas powstania wielkopolskiego był członkiem Wydziału Wykonawczego Rady Ludowej miasta Poznania. W tym też okresie współorganizował Narodowe Stronnictwo Ludowe. W 1920 został kanonikiem przy kolegiacie św. Marii Magdaleny. W latach 1922–1927 należał do zarządu Towarzystwa Obrony Społecznej, które walczyło z ubóstwem. W 1924 został sekretarzem generalnym Caritas. Rozwinął wówczas szeroką działalność dobroczynną, szczególnie na rzecz biedoty miasta Poznania. Razem z ks. Narcyzem Putzem w latach 1925–1929 zasiadał w Radzie Miasta Poznania. W okresie międzywojennym wykładał również socjologię w poznańskim seminarium.
W 1929 otrzymał sakrę biskupią z rąk kardynała Augusta Hlonda, zostając biskupem pomocniczym archidiecezji poznańskiej oraz jej wikariuszem generalnym. W 1930 przeszedł do kapituły metropolitalnej, gdzie doszedł do urzędu prepozyta.
27 listopada 1929 został odznaczony Krzyżem Komandorskim Orderu Odrodzenia Polski.
Podczas II wojny światowej został internowany w obrębie Ostrowa Tumskiego, a w styczniu 1943 przeniesiono go do plebanii kościoła Matki Boskiej Bolesnej na Łazarzu. Zastępując nieobecnego w kraju prymasa Augusta Hlonda, wysyłał do Watykanu raporty dotyczące prześladowań Kościoła i Polaków. Potwierdzeniem jego statusu zastępcy prymasa było mianowanie go w 1942 administratorem apostolskim dla polskich katolików w Reichsgau Wartheland, jednak tytułu tego nigdy nie używał ze względu na niewydanie przez władze niemieckie statutu dla Kościoła polskiego. Współpracował również z Delegaturą Rządu na Kraj. W okresie wojennym był inwigilowany przez gestapo – na terenie plebanii parafii Matki Boskiej Bolesnej odkryto po wojnie niemieckie podsłuchy.
W 1945 został arcybiskupem tytularnym, a 4 marca 1946 – na prośbę prymasa Augusta Hlonda – papież Pius XII wyniósł biskupa Dymka do godności arcybiskupiej, doceniając jego niezłomność w czasie okupacji. Po rozwiązaniu istniejącej od 1821 unii personalnej pomiędzy metropoliami poznańską i gnieźnieńską został arcybiskupem metropolitą poznańskim. Od maja 1946 do września 1946 był pełniącym obowiązki sekretarza generalnego Episkopatu Polski. W 1953 przewodniczył obradom episkopatu, jednak nie przyjął stanowiska przewodniczącego (uważając, że tytuł ten ciągle przysługuje aresztowanemu wtedy prymasowi Wyszyńskiemu), pozostając członkiem komisji głównej oraz przewodniczącym komisji duszpasterskiej. W okresie powojennym był rozpracowywany przez aparat bezpieczeństwa PRL, jednak nie został jego współpracownikiem.
Zmarł 22 października 1956. Został pochowany w poznańskiej katedrze.
Arcybiskupa upamiętnia płyta epitafijna w kaplicy św. Marcina w poznańskiej bazylice archikatedralnej, wystawiona z inicjatywy jego następcy arcybiskupa Antoniego Baraniaka, a także popiersie obok kościoła pw. św. Jana Vianneya na poznańskim Sołaczu. Od 2004 arcybiskup Walenty Dymek patronuje też 4-kilometrowej arterii w Poznaniu, będącej przedłużeniem ulicy abp. Antoniego Baraniaka i ciągnącej się od Chartowa do Kobylepola.